# Alte Kirche von Aitolahti

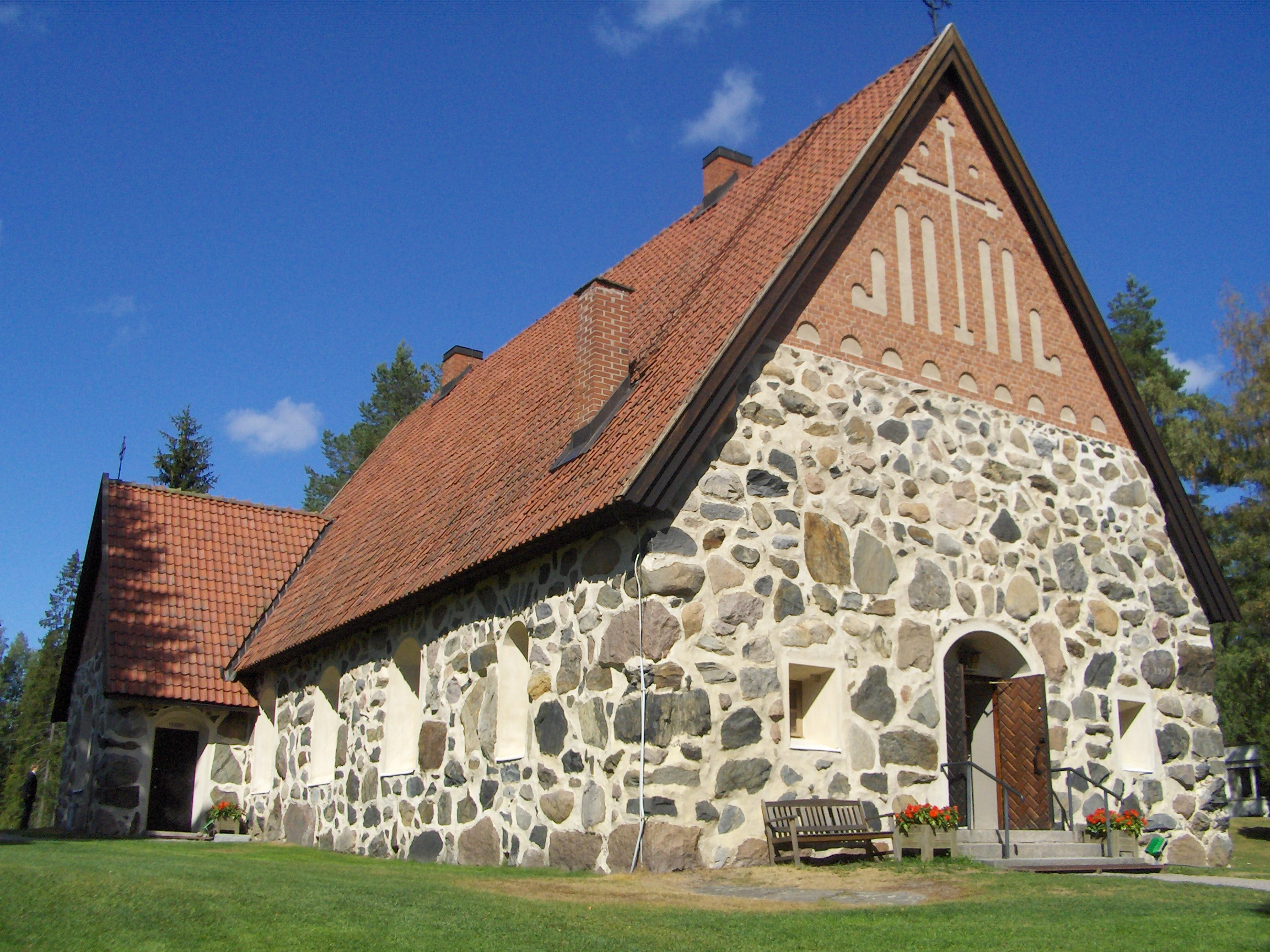
Die Alte Kirche von Aitolahti

Die Alte Kirche von Aitolahti ist ein evangelisch-lutherisches Kirchengebäude im Stadtteil Aitolahti im finnischen Tampere. Die aus Steinen und Ziegeln errichtete Kirche wurde von Birger Federley entworfen. Sie ist ein historistischer Nachbau einer mittelalterlichen finnischen Steinkirche. Sie wurde 1928 erbaut, nachdem Aitolahti 1924 eine selbständige Gemeinde wurde. Die Gemeinde wurde 1966 ein Teil der Stadt Tampere. 2014 ging auch die Kirchengemeinde zusammen mit den Kirchengemeinden Teisko und Messukylä.
In der Kirche gibt es Plätze für etwa 230 Personen. Das Innere ist mit Gemälden von Kalle Löytänä dekoriert. Als Altartafel dient ein Glasgemälde von Fritz Hilbert das den gekreuzigten Christus vorstellt. Die Orgel mit 19 Registern und pneumatischer Traktur ist von Kangasala Orgelfabrik gebaut worden.
In unmittelbarer Nähe der Kirche liegt ein Friedhof. Seitdem die neue Kirche von Aitolahti 2001 errichtet wurde, ist die alte Kirche in geringerem Gebrauch.